# Civilization IV
Sid Meier's Civilization IV (Civilization 4 или Civ4) је стратешка рачунарска игра из 2005. године. Четврти је део изузетно популарне франшизе и доноси прегршт побољшања у односу на своје претходнике. До сада је објављено три експанзија и то: Warlords, Beyond the Sword и Colonization. Продато је преко 3 милиона примерака игре која је добила све могуће похвале. Углавном је у већини часописа добијала оцене преко 9, а ИГН ју је чак прогласио најбољом игром 2005., као и другом најбољом рачунарском игром икада.
Игра вас на почетку ставља у улогу вође (Јулије Цезар, Џорџ Вашингтон, Петар Велики...) једне од 18 цивилизација (САД, Маје, Јапан, Стара Грчка...) који треба до оснује царство почевши од малих градова које ће развити до билионских метропола. Игра почиње 4000. п. н. е. и одвија се на веродостојним локацијама (планета Земља, Европа...) или на насумично генерисаним местима. У градовима можете градити цркве, луке, електране или позоришта, али и неке од познатих светских знаменитости као што су Ајфелова кула, Кинески зид, Семирамидини висећи вртови или многих других.
У току игре, играч користећи ресурсе (гвожђе, банане, дијаманти...) и градећи градове открива нове технологије и грађевине и ступа у однос са суседним нацијама. Игру је могуће играти на више начина јер од играча зависи да ли ће ратовати, ширити своју културу, шпијунирати суседе или ће дипломатијом избећи сукобе. Игра заиста иде не само у ширину већ и у дубину, са прегршт могућности и ситуација што даје утисак да сваки пут игру играте на другачији начин. Иако су аудио и визуелна компонента игре нешто слабије, гејмплеј то надокнађује с обзиром да је доведен скоро до савршенства.

## Гејмплеј

### Дипломатија
Дипломатија у игри подразумева размену добара. Могуће је размењивање технологије, ресурса, мапа или злата. Постоје и сложенији начини успостављања односа, попут отварања граница пријатељима, санкција, војних пактова или усвајања одређених закона или религија. Велику улогу у дипломатији игра формирање Уједињених нација што омогућава усвајање резолуција Организације уједињених нација (као што су забрана коришћења нуклеарног оружја).
За разлику од претходних игара лидери рачунарски вођених земаља противника сада се понашају много „паметније“, јер обраћају пажњу чак и на то са киме тргујете или ратујете и све то има утицај на односе који имају са вама (били они пријатељски или не). У зависности од тога можете од њих добити и одређене повластице.

### Борба
Војне јединице након сваке борбе добијају искуствене поене које које трошите на одређена побољшања (има их укупно 41). Што је јединица искуственија то ће лакше савладати чак и напредније јединице. Такође, пре напада играч добија у процентима колику шансу његове трупе имају да поразе противничке.